# Valea lui Mihai
Valea lui Mihai (maďarsky Érmihályfalva) je rumunské město v župě Bihor. Žije zde přibližně 9 000 obyvatel. V roce 2011 se 80 % obyvatel hlásilo k maďarské národnosti.